# Movimento Nacional-Sindicalista
El Movimento Nacional-Sindicalista (en español: Movimiento Nacionalsindicalista), de siglas MNS, fue un movimiento político de corta vida que se desarrolló en el Portugal de los años 1930, simultáneamente al nacionalsindicalismo español de las JONS (1931) .
Bajo el liderazgo de Francisco Rolão Preto, el nacional-sindicalismo portugués se fundó en 1932 a partir de la tradición del Integralismo Lusitano, movimiento tradicionalista, monárquico y católico. Ofrecía una plataforma tercerposicionista, opuesto a la vez al capitalismo y al socialismo (también afirmaban ser ajenos a la tendencia contemporánea del fascismo), que esperaban condujera al corporativismo, superando el sindicalismo de clase (inspirado en el marxismo o el anarcosindicalismo). 
Adoptaron la Cruz de la Orden de Cristo como emblema, para subrayar su ethos cristiano y establecieron su propia milicia armada que se conoció como Camisas azuis (camisas azules), a semejanza del fascismo italiano (camisas negras) y coincidente en color con la Falange Española, el cual utilizaba este color como asemejanza con los monos azules de los obreros. También utilizaban el saludo romano con el brazo en alto.
Los nacional-sindicalistas portugueses mantuvieron posiciones críticas con el Estado Novo de  António de Oliveira Salazar, porque Salazar rechazó la adopción de un modelo de Estado inspirado en el fascismo. Inicialmente Salazar parecía dispuesto a permitir las actividades del movimiento, y se consintió la celebración de un Congreso Nacional en noviembre de 1933. El movimiento se dividió, siendo atraídos muchos de sus miembros por las instituciones del nuevo régimen. Salazar anunció la disolución del grupo el 29 de julio de 1934.
A pesar de su fin oficial, continuaron las actividades clandestinas, y Preto lideró una conspiración contra el gobierno que incluía monárquicos moderados, miembros del Partido Republicano Portugués y algunos socialistas y anarquistas, unidos simplemente por el deseo de derribar el régimen dictatorial. La revuelta tuvo lugar el 10 de septiembre de 1935 pero no consiguió suficientes apoyos, reduciéndose a un pequeño grupo de soldados embarcados en el buque de guerra Bartolomeu Dias y otro en la zona de Penha de França en la ciudad de Lisboa. Fue casi inmediatamente sofocada. Preto salió al exilio y se desencadenó una fuerte represión contra los nacionalsindicalistas partidarios de su línea. El resto se integró en la União Nacional.